# Colobothea cassandra
Colobothea cassandra es una especie de escarabajo longicornio del género Colobothea,  subfamilia Lamiinae. Fue descrita científicamente por Dalman en 1823.
Se distribuye por Brasil y Paraguay. El período de vuelo ocurre en los meses de enero, marzo, abril y diciembre.